# Rachel McLish
Rachel McLish, pseudonimo di Raquel Livia Elizondo (Harlingen, 21 giugno 1955), è un'attrice ed ex culturista statunitense.
Considerata una delle pioniere della disciplina del culturismo femminile, nel 1980 è diventata la prima detentrice del titolo di Ms. Olympia, vinto nuovamente anche nel 1982. Ritiratasi nel 1984 dopo una breve ma importante carriera, ha in seguito intrapreso la carriera di attrice.

## Biografia
Di origini messicane e native americane, nacque nella città texana di Harlingen da Rafael e Raquel Elizondo. Crebbe in una famiglia numerosa e da bambina si appassionò alla danza e alla ginnastica. Frequentò la Harlingen High School, dove svolse attività di cheerleading, mentre nel 1978 si laureò in fisiologia e biologia della salute e della nutrizione presso l'Università del Texas-Panamericana.
Durante gli studi all'Università del Texas-Panamericana conobbe John P. McLish, che sposò il 3 febbraio 1979 e di cui prese il cognome da lì in poi. La coppia divorziò negli anni ottanta. Nel 1990 sposò il produttore cinematografico Ron Samuels.

### Carriera nel culturismo

#### Carriera amatoriale
Svolse numerose attività durante il periodo collegiale a Edinburg, dove lavorò altresì presso un centro benessere. Al termine degli studi formò un partenariato assieme al gestore del suddetto centro e fondò quindi la Sport Palace Association nella città natia di Harlingen, andando poi a estenderne l'attività a Corpus Christi e a Brownsville. In questi anni si appassionò al culturismo, spinta dal socio d'affari e amico Javier Gutierrez nonché dal successo riscosso da Lisa Lyon: il definitivo ingresso nel mondo del culturismo fu essenzialmente motivato dalla convinzione che questa disciplina le avrebbe potuto fornire una piattaforma per pubblicizzare sia la propria attività che il fitness tra le donne.

#### Carriera professionale
La McLish rivestì un ruolo fondamentale nella crescita del culturismo femminile negli anni ottanta del XX secolo.
Il suo anno d'oro fu il 1980, quando vinse i campionati statunitensi di bodybuilding inaugurali e, soprattutto, la prima edizione del concorso di Ms. Olympia (inizialmente noto come Miss Olympia), misurandosi per tutta la gara con altre ambiziose culturiste: arrivata alla fase finale con Auby Paulick, Lynn Conkwright, Corinne Machado e Stacey Bentley, al termine di tre round di posa ebbe la meglio proprio sulla Paulick con un punteggio di 379. Grazie a tale vittoria apparve nelle copertine delle più note riviste di culturismo più di ogni altra donna, per i successivi cinque anni, oltre a guadagnarsi importanti sponsorizzazioni. La bellezza e il carattere molto competitivo, infatti, ne fecero subito una stella del bodybuilding femminile, catapultando su di lei l'attenzione dei media locali.
Nel 1981 perse il titolo di Ms. Olympia a favore della finlandese Kike Elomaa, anche per via di un fisico meno definito rispetto all'anno precedente. Lo stesso anno vendette le azioni della sua società per trasferirsi in California. Presentatasi anche nell'edizione del 1982, alla terza partecipazione si riconquistò il titolo avendo la meglio dell'esperta Carla Dunlap e della Elomaa. Seguì per lei un 3º posto alla Caesars World Cup, mentre invece saltò Ms. Olympia 1983 dopo aver concluso un lucroso contratto per apparire nel film per la televisione Miss superfisico. Tornò per un'ultima volta a Ms. Olympia 1984, con lo scopo di diventare tre volte campionessa, ma fu detronizzata dalla più massiccia e giovane Corinna Everson –– in passato dalla corporatura esile ma arrivata a prendere circa 7 kg di massa muscolare –– al culmine di una discussa gara. Al termine della contesa alcune sue rivali criticarono apertamente il suo 2º posto, convinte che non meritasse il piazzamento ottenuto per via di «un fisico troppo magro». Lo stravolgimento dei parametri di giudizio dei giudici, ora inclini a favorire fisici più voluminosi rispetto alle figure snelle e toniche da lei promosse, la portarono ad annunciare il ritiro nel 1984, all'età di 29 anni. Nella seppur breve ma importante carriera, durata quattro anni, giunse sempre a podio.

#### Dopo il ritiro
Nel 1999 fece parte del primo gruppo di culturisti introdotti nella prestigiosa IFBB Hall of Fame, unica donna assieme a Cory Everson e Carla Dunlap. 

## Gare disputate e piazzamenti
- 1980 US Bodybuilding Championship – 1ª classificata
- 1980 Frank Zane Invitational – 2ª classificata
- 1980 IFBB Ms. Olympia – 1ª classificata
- 1981 IFBB Ms. Olympia – 2ª classificata
- 1982 Pro World Championship – 1ª classificata
- 1982 IFBB Ms. Olympia – 1ª classificata
- 1983 Caesars World Cup – 3ª classificata
- 1984 IFBB Ms. Olympia – 2ª classificata

## Filmografia

### Cinema
- The girlfriend from outer space, regia di Jon Roberts (1989)
- Air Force - Aquile d'acciaio (Aces: Iron Eagle III), regia di John Glen (1992)

### Televisione
- Miss superfisico (Getting Physical), regia di Steven Hilliard Stern - film TV (1984)
- Ravenhawk (Raven Hawk), regia di Albert Pyun - film TV (1996)

### Cortometraggi
- Ordinary Average Guys, regia di Michael G. Kehoe - cortometraggio (2011)